# Tierras fiduciarias fuera de la reserva
En los Estados Unidos, las tierras fiduciarias fuera de las reservas indígenas se refieren a propiedades inmobiliarias ubicadas fuera de una reserva india que son administradas por el Departamento del Interior en beneficio de una tribu nativa americana o de un miembro de la tribu. Los usos más comunes de estas tierras incluyen vivienda, agricultura o silvicultura, así como servicios comunitarios como atención médica y educación. El censo de los Estados Unidos ha recopilado datos sobre estas tierras fideicomisarias desde el Censo de 1980.
Bajo la Ley Reguladora del Juego Indígena, las tribus pueden comprar tierras fuera de las reservas y solicitar que sean colocadas en fideicomiso con el fin de operar casinos en dichas tierras. Por ejemplo, en 2015, la tribu Spokane obtuvo la aprobación de la Oficina de Asuntos Indígenas para un casino fuera de su reserva. En 2008, la BIA emitió una guía en la que se establecía que dichas tierras debían estar a una «distancia razonable de desplazamiento» de la reserva.